# Lagoa dos Três Cantos

Lagoa dos Três Cantos en Rio Grande do Sul

Lagoa dos Três Cantos es un municipio brasileño del estado de Rio Grande do Sul.
Se encuentra ubicado a una latitud de 28º34'15" Sur y una longitud de 52º51'28" Oeste, estando a una altitud de 482 metros sobre el nivel del mar. Su población estimada para el año 2004 era de 1.553 habitantes.
Ocupa una superficie de 135,82 km².
- Datos: Q586905
- Multimedia: Lagoa dos Três Cantos / Q586905

1. ↑  Worldpostalcodes.org,código postal n.º 99495-000.